# ROCS Ban Siêu (PFG2-1108)
ROCS Ban Siêu (班超, PFG2-1108) là tàu chiến thứ sáu trong số tám tàu do Đài Loan tự đóng thuộc lớp "Thành Công", thuộc biên chế của Hải quân Trung Hoa Dân Quốc, dựa theo thiết kế của lớp tàu chiến Oliver Hazard Perry của Hoa Kỳ. Tên tàu lấy theo Ban Siêu, là nhà quân sự và cũng là nhà ngoại giao thời Đông Hán trong lịch sử Trung Quốc. Ban Siêu đã nhiều lần lập chiến công đánh dẹp quân Hung Nô. Vùng Tây Vực được ông bảo vệ an toàn và Con đường tơ lụa được ông khai thông. Ban Siêu được phong làm Định Viễn hầu, làm quan cai trị Tây Vực trong 31 năm, buộc các xứ vùng Tây Vực phải thần phục nhà Đông Hán.
Ban Siêu bắt đầu đóng vào tháng 7 năm 1995, hạ thủy vào tháng 5 năm 1996 và nhập biên chế vào tháng 12 năm 1997. Vào năm 2005, Nhạc Phi được chuyển cảng nhà đến căn cứ hải quân Tả Doanh, Cao Hùng.

## Tàu chiến lớpThành CôngcủaHải quân Trung Hoa Dân Quốc
Tàu chiến lớp Thành Công: Đài Loan-tự đóng. Lúc đầu là tám chiếc tàu được trang bị tám tên lửa chống hạm Hsiung Feng II, hiện nay tất cả những chiếc PFG-1103 đều mang bốn chiếc HF-2 và bốn chiếc AShM siêu thanh HF-3. PFG-1103 Cheng Ho sẽ thay đổi hỗn hợp chống tàu khi đại tu lớn. Bảy trong số tám tàu đã bổ sung thêm súng Bofors 40 mm/L70 cho cả việc sử dụng bề mặt và trên không. Ngày 5 tháng 11 năm 2012 Bộ trưởng Bộ Quốc phòng Kao tuyên bố chính phủ Hoa Kỳ sẽ bán Đài Loan hai tàu khu trục nhỏ Perry sắp sửa rời khỏi Hải quân Hoa Kỳ với chi phí 240 triệu đô la Mỹ để được trang bị và đưa vào sử dụng vào năm 2015.  Hai tàu khu trục khác, tàu USS Gary (cũ) và tàu USS Taylor (cũ) sẽ được kích hoạt lại và chuyển giao sang Đài Loan. Vào tháng 7 năm 2016, Hải quân Hoa Kỳ đã trao một hợp đồng trị giá 74 triệu đô la cho công ty VSE có trụ sở tại Virginia để thực hiện công việc. Theo hợp đồng, VSE có 16 tháng để hoàn thành công việc. Bộ Ngoại giao Hoa Kỳ chính thức chấp thuận bán cả hai con tàu với giá 190 triệu đô la vào tháng 3 năm 2016.